# الولجة القرية (أولاد سي احساين)
الولجة القرية هو دُوَّار يقع بجماعة سيدي احساين بن عبد الرحمان، إقليم الجديدة، جهة الدار البيضاء سطات في المملكة المغربية. ينتمي الدوّار لمشيخة أولاد سي احساين التي تضم 15 دوار. يقدر عدد سكانه بـ 312 نسمة حسب الإحصاء الرسمي للسكان والسكنى لسنة 2004.

## روابط خارجية
- البوابة الوطنية للجماعات الترابية
- المندوبية السامية للتخطيط